# 妙福寺 (鈴鹿市)
妙福寺（みょうふくじ）は、三重県鈴鹿市にある高野山真言宗の仏教寺院。山号は　薬王山（やくおうざん）。院号は　医王殿（いおうでん）。本尊は薬師如来・阿弥陀如来。

## 歴史
この寺の創建年代等については不詳であるが、奈良時代の僧行基によって創建されたと伝えられ、室町時代後期兵火により焼失し、天文年間（1532年 − 1555年）に再興されたという。

## 文化財

### 重要文化財（国指定）
- 木造釈迦如来坐像
- 木造大日如来坐像
- 木造大日如来坐像